# Ninelie EP
『ninelie EP』（ナインリィ・イーピー）は、Aimerの9枚目のシングル。2016年5月11日にSME Recordsから発売された。3タイプのCDが発売された。

## 概要
表題曲「ninelie（読み：ナインリィ）」は、4月より放送のフジテレビ“ノイタミナ”「甲鉄城のカバネリ」エンディング・テーマとなっており、同アニメのサウンドトラックを手掛ける劇伴作家・澤野弘之が楽曲提供・プロデュースを担当。Aimerの代表曲「RE:I AM」「StarRingChild」に続いて、3度目の楽曲提供となり、本シングルではC/W「Through My Blood <AM>」も澤野が楽曲提供・プロデュースを担当している。

## 収録曲

### CD
1. ninelie (4:20)
作詞・作曲・編曲：澤野弘之
2. Through My Blood 〈AM〉 (4:04)
作詞：cAnON.　作曲・編曲：澤野弘之
3. スピカ (5:10)
作詞：aimerrhythm　作曲：飛内将大　編曲：玉井健二、飛内将大
4. ninelie (TV size) (1:32)
5. ninelie (instrumental) (4:20)

### 初回生産限定盤 DVD SECL-1886
1. ninelie (music video) (4:27)

### 期間限定生産限定盤 DVD SECL-1883
1. 「甲鉄城のカバネリ」 ノンクレジットエンディングムービー

## 参加ミュージシャン

### ninelie / Through My Blood <AM>
- Aimer - ボーカル
- chelly from EGOIST - ボーカル (M1)
- 澤野弘之 - ピアノ、キーボード、その他
- 山内優 - ドラム
- 田辺トシノ - ベース
- 飯室博 - ギター
- 伊藤ハルトシ - ギター、チェロ

### スピカ
- 竹内太郎 - ギター
- 飛内将大 - プログラミングと楽器演奏

## 制作クレジット

### ninelie / Through My Blood <AM>
- プロデューサー - 澤野弘之
- ディレクター - 堀口泰史
- レコーディング&ミキシング・エンジニア、プロツールス・オペレーター - 相澤光紀
- アシスタント・エンジニア - 成田啓介、宮本耕三
Recorded & Mixed at HeartBeat RECORDING STUDIO, Studio Sound Valley

### スピカ
- プロデューサー - 玉井健二
- Directed & Organized - 森岡英貴 (agehasprings)
- レコーディング・エンジニア - 森真樹、関根青磁
Recorded at Sound Crew Studio, Splash Sound Studio, Studio Device
- ミキシング・エンジニア - 関根青磁
Mixed at Tune Studio

### ninelie  (music video)
- Produce & Direction - biogon pictures inc.
- 撮影 - 三好隆太
- 照明 - 小林篤
- CG - studio bokan
- Vオンラインエディター - 江田翔
- MAミキサー - 箕輪直子
- Footage - shutterstock
- スペシャルサンクス：戸水 賢志（＋α PlusAlpha）

## リリース日一覧
| 地域 | リリース日    | レーベル               | 規格                   | カタログ番号     | 備考                                                              |
| ---- | ------------- | ---------------------- | ---------------------- | ---------------- | ----------------------------------------------------------------- |
| 日本 | 2016年5月11日 | SME Records            | 12cmCD                 | SECL-1884        | 通常盤                                                            |
| 日本 | 2016年5月11日 | SME Records            | 12cmCD + DVD           | SECL-1882,1883   | 初回生産限定盤                                                    |
| 日本 | 2016年5月11日 | SME Records            | 12cmCD + DVD           | SECL-1885,1886   | 期間生産限定盤 「甲鉄城のカバネリ」描きおろしイラストSPパッケージ |
| 日本 | 2016年5月11日 | SME Records            | デジタル・ダウンロード | 1106341501       | iTunes Store                                                      |
| 日本 | 2016年5月11日 | SME Records            | デジタル・ダウンロード | A1004333266      | レコチョク AAC 128/320kbbs                                        |
| 日本 | 2016年5月11日 | Sony Music Labels Inc. | デジタル・ダウンロード | 4547557044904    | mora AAC-LC 320kbps                                               |
| 日本 | 2016年5月11日 | Sony Music Labels Inc. | デジタル・ダウンロード | B01ESQ1TMO       | Amazon.co.jp                                                      |
| 日本 | 2016年5月11日 | Sony Music Labels Inc. | デジタル・ダウンロード | A1004668600      | レコチョク FLAC 96kHz 24bit                                       |
| 日本 | 2016年5月11日 | Sony Music Labels Inc. | デジタル・ダウンロード | 4547557044911    | mora FLAC 96kHz 24bit                                             |
| 日本 | 2016年5月11日 | Sony Music Labels Inc. | デジタル・ダウンロード | 10156            | HD-music FLAC 96kHz/24bit                                         |
| 日本 | 2016年7月13日 | Sony Music Labels Inc. | デジタル・ダウンロード | smj4547557044911 | e-onkyo FLAC 96kHz 24bit                                          |

## タイアップ
| 曲名                        | タイアップ                                                                           |
| --------------------------- | ------------------------------------------------------------------------------------ |
| 「ninelie」                 | フジテレビ系『ノイタミナ』枠内放送アニメ『甲鉄城のカバネリ』エンディングテーマ       |
| 「Through My Blood 〈AM〉」 | フジテレビ系『ノイタミナ』枠内放送アニメ『甲鉄城のカバネリ』第11話エンディングテーマ |

## 購入特典
- 2016年7月5日 リリース記念イベント「TOWER OF LOVERS Vol.10」 タワーレコード渋谷店[15]

- 2016年5月14日 Aimer『ninelie EP』発売記念イベント＠阪急西宮ガーデンズ
- 2016年5月15日 Aimer『ninelie EP』リリース記念イベント「TOWER OF LOVERS Vol.9」 タワーレコード渋谷店
- 2016年5月21日 TSUTAYA RECORDS presents Aimer 「ninelie」 スペシャルライブ 都内某所
- 2016年6月18日 Aimer 福岡限定SPECIAL LIVE「Heaven’s Gate」@ Gate's7
- Aimer公式モバイルファンクラブ「Blanc et Noir」会員限定特典 Aimerの描きおろしイラストによる特製ポストカード全5枚セット
- 全国のCDショップ・オンラインショップ 購入特典「ninelie」両面告知ポスター
- Aimer「ninelie EP」・EGOIST 「KABANERI OF THE IRON FORTRESS」 W購入者特典 「甲鉄城のカバネリ」絵柄オリジナルクリアファイル